# Rachel Ruysch
Rachel Ruysch (Haia, 3 de junho de 1664 - Amsterdã, 12 de agosto de 1750) foi uma pintora holandesa, especializada em natureza morta floral. Ela criou seu próprio estilo e alcançou fama internacional, comparada a Jan van Huysum em popularidade. Com uma carreira de mais de 60 décadas, ela se tornou uma das mais bem documentadas pintoras do Século de Ouro dos Países Baixos, considerada uma das mais talentosas pintoras de sua época.

## Vida pessoal e carreira
Rachel nasceu em 1664, em Haia, filha do cientista Frederik Ruysch e de Maria Post, filha do arquiteto Pieter Post. Seu pai foi professor de anatomia e botânica, tento uma grande coleção de esqueletos de animais, amostras de minerais e botânicas, das quais Rachel se utilizou para praticar desenho. Ainda muito nova, ela começou a pintar flores e insetos da coleção do pai, seguindo o estilo do pintor Otto Marseus van Schrieck. As amostras do pai contribuíram para a técnica de Rachel, que pintava a natureza com grande destreza e precisão.
Em 1679, com 15 anos, ela foi tomada como aprendiz por Willem van Aelst, um proeminente pintor especialista em flores, de Amsterdã. Rachel estudou com ele até a morte do tutor, em 1683. Além de técnicas de pintura, ele a ensinou a arrumar os buquês nos vasos para parecer um arranjo espontâneo, menos formal, o que conferia um efeito mais realista. Com 18 anos, ela estava produzindo e pintando, assinando e vendendo seus trabalhos sozinha. Ela mantinha contatos com outros pintores da época como Maria Moninckx, Jan Moninckx, Alida Withoos e Johanna Helena Herolt-Graff.
Em 1693, ela se casou com o pintor Juriaen Pool, com quem teve dez filhos, mas ela se manteve pintando e produzindo obras de renome internacional, com o apoio de patronos.
Em 1701 foi recebida na guilda dos pintores e mais tarde foi convidada para ser pintora da corte do eleitor palatino Johann Wilhelm, para quem trabalhou até 1716, ano da morte do príncipe. Pintou até seus oitenta anos, deixando uma centena de obras conhecidas.[carece de fontes?]
Rachel morreu aos 86 anos, em 12 de agosto de 1750, em Amsterdã. Cerca de onze poetas escreveram poemas em sua homenagem.

## Estilo
Rachel tinha um grande entendimento de desenho e de técnicas de tradições antigas. Esse conhecimento aperfeiçoou as suas habilidades de pintura. Ela dedicava extrema atenção a cada detalhe de seu trabalho. Cada pétala foi criada minuciosamente, com um trabalho delicado do pincel. Os fundos de suas pinturas são geralmente escuros, seguindo a moda das pinturas de flores da segunda metade do século XVII. As suas composições assimétricas com flores tombadas e caules silvestres criaram pinturas com uma grade energia.[carece de fontes?]
Ruysch retratou diversas vezes solos da floresta protagonizados por pequenos animais, répteis, borboletas e fungos no início de sua carreira. Depois, adotou a pintura de flores como a sua maior preocupação e continuou a pintar até a sua morte, continuando o estilo do século XVII até a metade do século seguinte.
A habilidade da artista está em observar cada flor de maneira totalmente realista, que é composta posteriormente em um arranjo elaborado que seria muito difícil atingir na natureza, já que as flores não suportam umas as outras tão bem nesse tipo de arranjo. Assim como a maioria das obras de flores do final do século XVII, as cores das flores são muito mais equilibradas que as presentes nas pinturas anteriores.
À parte de Jan van Huysum, nenhum pintor de flores do século XVIII era comparável a Rachel Ruysch.

## Galeria

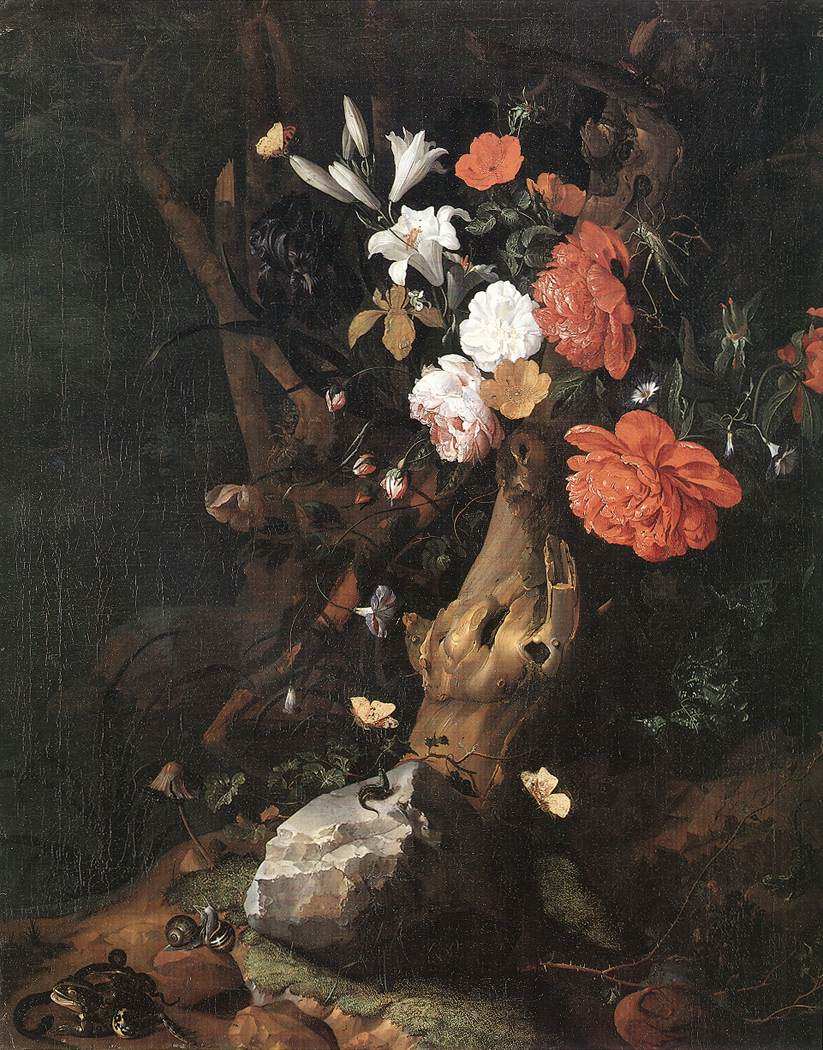
Flowers on a tree trunk; this is a typical example of the "forest floor" genre made popular by Marseus van Schrieck
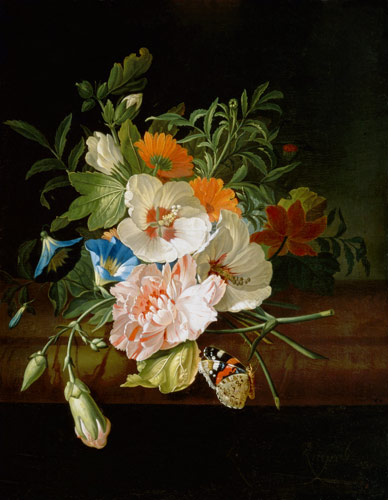
Flowers on a stone slab - her most common style around 1700
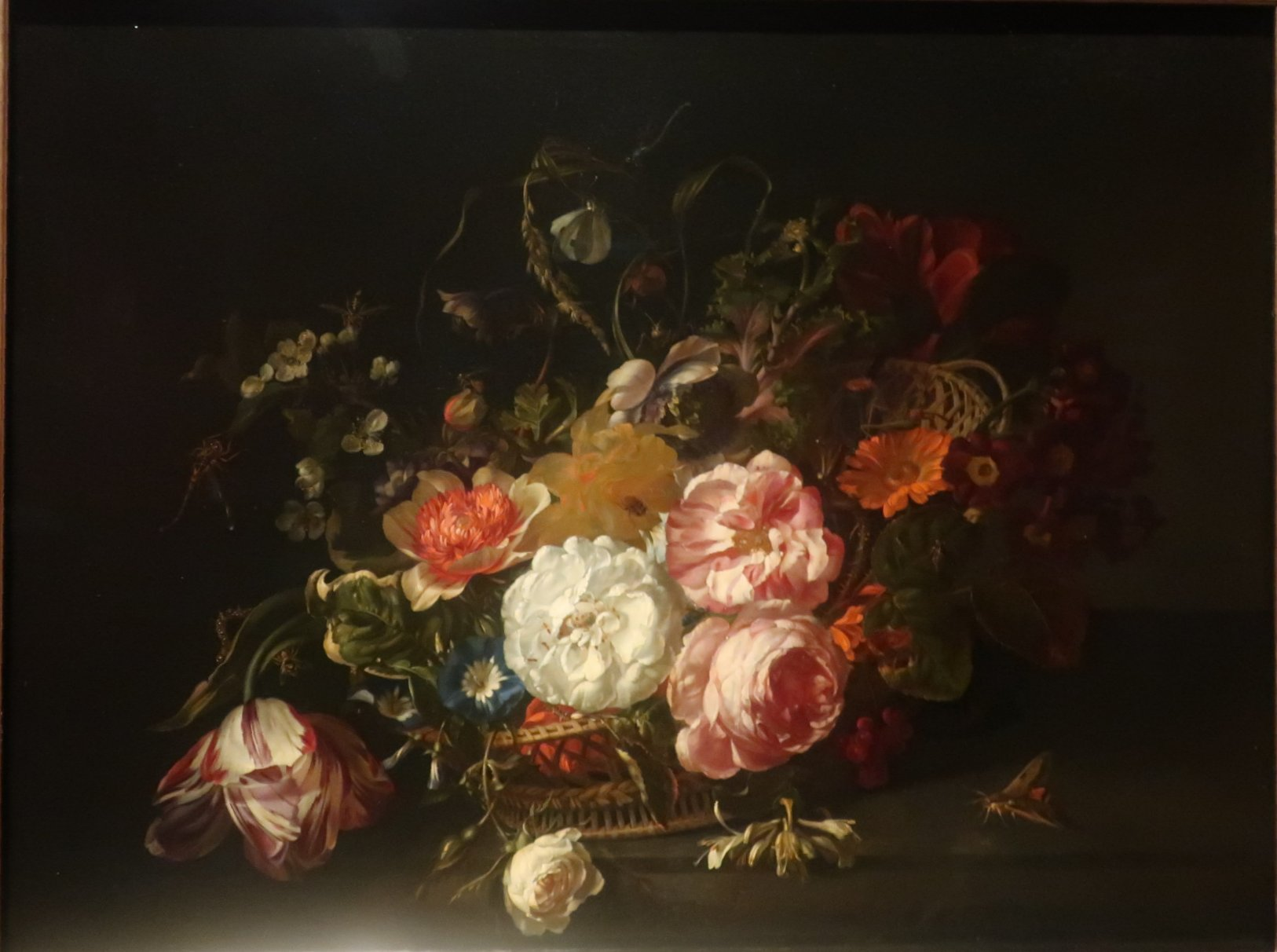
Basket of Flowers, 1711
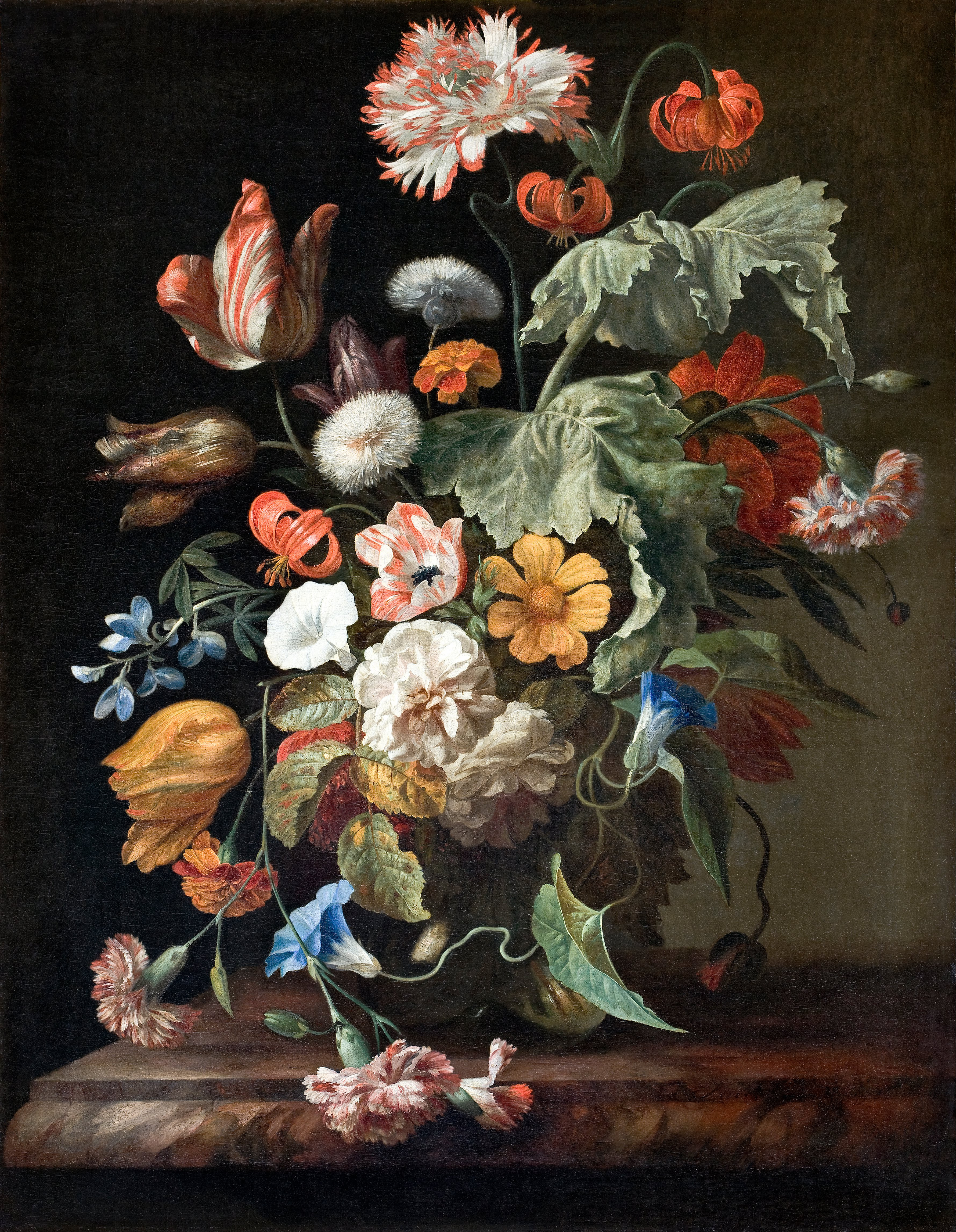
Still-Life with Flowers
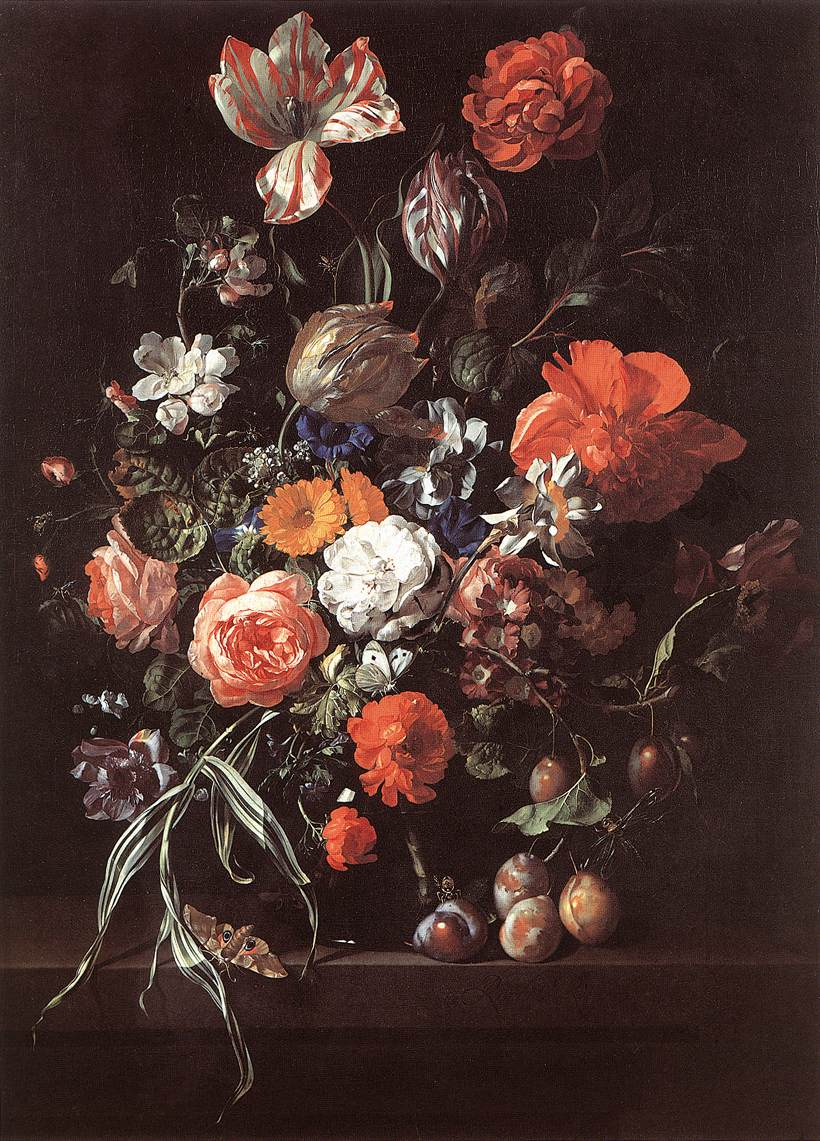
Rachel Ruysch, "Still-Life with Bouquet of Flowers and Plums", 1704, Royal Museums of Fine Arts of Belgium